# Irish Open Challenger
L'Irish Open Challenger, noto come Shelbourne Irish Open per motivi di sponsorizzazione, è stato un torneo professionistico maschile di tennis che faceva parte delle ATP Challenger Series. Si è giocato annualmente sui campi in sintetico del Fitzwilliam Lawn Tennis Club a Dublino, in Irlanda, dal 2006 al 2008.
Nel 2009 il suo posto fu preso dal torneo dell'ITF Men's Circuit Futures Ireland F2, che si svolse sugli stessi campi tra il 22 e il 28 giugno.

## Albo d'oro

### Singolare
| Anno | Campione      | Finalista        | Score       |
| ---- | ------------- | ---------------- | ----------- |
| 2008 | Robert Smeets | Frederik Nielsen | 7–6(5), 6–2 |
| 2007 | Rohan Bopanna | Martin Pedersen  | 6–4, 6–3    |
| 2006 | Miša Zverev   | Kristian Pless   | 7–5, 7–6(6) |

### Doppio
| Anno | Campioni                              | Finalista                        | Score            |
| ---- | ------------------------------------- | -------------------------------- | ---------------- |
| 2008 | Prakash Amritraj Aisam-ul-Haq Qureshi | Jonathan Marray Frederik Nielsen | 6–3, 7–6(8)      |
| 2007 | Rohan Bopanna Adam Feeney             | Lars Burgsmüller Miša Zverev     | 6–2, 6–2         |
| 2006 | Jasper Smit Martijn van Haasteren     | Colin Fleming Jamie Murray       | 6–3, 2–6, [10–8] |